# Filtr akwarystyczny

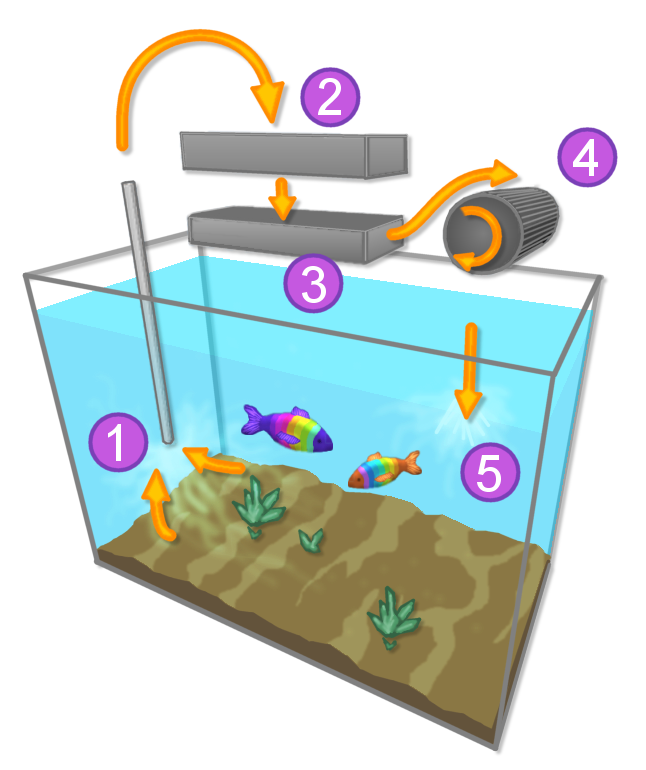
System filtracji wody w akwarium: 1 – wpływ wody, 2 – filtracja mechaniczna, 3 – filtr węglowy, 4 – filtr biologiczny, 5 – wpływ do zbiornika

Filtr akwarystyczny – urządzenie do utrzymania odpowiednich parametrów fizycznych i chemicznych wody w akwarium przez wymuszanie jej obiegu przez złoża filtracyjne o różnych właściwościach. Dwa lub więcej filtrów stanowią układ filtracji akwarium.

## Zadania filtrów akwarystycznych
Filtry akwarystyczne mają za zadanie utrzymanie pożądanych parametrów fizykochemicznych wody w akwarium. W zależności od swego przeznaczenia i oczekiwanych efektów osiągają to poprzez:
- usunięcie zawiesin i fizycznych zanieczyszczeń z toni wodnej
- rozkład wysoce szkodliwych produktów przemiany materii na substancje mniej szkodliwe
- absorpcja i usunięcie z akwarium substancji szkodliwych powstałych w wyniku procesów naturalnych
- absorpcja i usunięcie z akwarium substancji chemicznych i leków celowo do niego wprowadzonych w ramach zabiegów pielęgnacyjnych
- wprowadzanie do akwarium substancji czynnych chemicznie lub biologicznie w celu uzyskania i utrzymania pożądanych parametrów wody
- unieszkodliwianie (eksterminacja) występujących w akwarium szkodliwych glonów, bakterii, wirusów oraz ich form przetrwalnikowych i zarodników.

Zadania te w większości osiąga się przez zastosowanie wkładów filtracyjnych o różnych właściwościach dobieranych w zależności od potrzeb i oczekiwanego efektu. Wyjątkiem jest filtr UV, w którym stosuje się lampę emitującą promieniowanie ultrafioletowe.

## Budowa i zasada działania
Każdy filtr akwarystyczny składa się z: 
- pojemnika przeznaczonego na wkłady filtracyjne
- wkładu filtracyjnego
- systemu doprowadzającego i odprowadzającego wodę
- urządzenia wymuszającego obieg wody.

Wyjątek stanowi filtr gąbkowy, którego konstrukcja nie wymaga zastosowania pojemnika na wkłady. Dodatkowo filtr akwarystyczny może być wyposażony w:
- zawory regulujące przepływ wody
- zawory odcinające dopływ i odpływ wody
- element odpowiedzialny za rozprowadzenie przefiltrowanej wody powracającej do akwarium, na przykład deszczownię
- zabezpieczenia przed zassaniem do filtra drobnych zwierząt, roślin lub dużych zanieczyszczeń mechanicznych mogących uszkodzić filtr
- zawór zwrotny na końcówce ssącej, zapobiegający zapowietrzeniu filtra przy przypadkowym wyłączeniu i ułatwiającym jego zalanie
- grzałkę
- termometr.

Zasadą działania każdego filtra akwarystycznego jest wymuszenie obiegu wody przez wkład filtracyjny, w którym zachodzą procesy związane z jego funkcją.

## Wkład filtracyjny
Wkład filtracyjny jest najważniejszym elementem każdego filtra akwarystycznego, to w nim zachodzą procesy fizyczne, chemiczne lub biologiczne stanowiące o właściwościach filtra i jego przeznaczeniu. Generalnie wkłady filtracyjne w akwarystyce dzieli się na:
- mechaniczne – odpowiedzialne za odfiltrowanie z wody zanieczyszczeń mechanicznych o różnej wielkości, detrytusu, resztek pokarmów, zawiesin fizycznych, pływających szczątków roślin itp. Do wkładów mechanicznych zaliczamy: wszelkiego rodzaju gąbki, syntetyczne waty, żwir o różnej wielkości ziaren. Wszystkie wkłady mechaniczne powinny być obojętne chemicznie, nie wydzielać do wody samoistnie lub w wyniku reakcji z nią żadnych substancji chemicznych.
- biologiczne – specjalnie dobrane wkłady stanowiące podłoże do osiedlenia kolonii bakterii nitryfikacyjnych, które w wyniku procesów biologicznych rozkładają niebezpieczne substancje chemiczne powstałe w wyniku procesów przemiany materii organizmów zwierzęcych zamieszkujących akwarium. Wkłady biologiczne charakteryzują się strukturą fizyczną zapewniającą ogromną powierzchnię do osiedlenia kolonii bakterii. Zaliczymy do nich gąbki, porowate wkłady ceramiczne, lawę wulkaniczną lub specjalne elementy z tworzyw sztucznych - tak zwane bio-balle. Wkładów biologicznych (podobnie jak mechanicznych) dotyczy zasada, że nie mogą wydzielać do wody samoistnie lub w wyniku reakcji z nią żadnych substancji chemicznych.
- chemiczne – substancje, które ze względu na swe właściwości wydzielają do wody w akwarium lub z niej absorbują pewne substancje chemiczne mające wpływ na jakość wody. Do wkładów wydzielających do wody substancje chemiczne możemy zaliczyć torf, szyszki olchy, żwir koralowy. Do wkładów absorbujących możemy zaliczyć węgiel aktywny i zeolit. Jako wkłady chemiczne kwalifikują się również wymieniacze jonowe.

## Podział filtrów

### ze względu na budowę
- otwarty
- zamknięty

### ze względu na umiejscowienie
- filtr zewnętrzny - filtr znajduje się poza akwarium, woda jest doprowadzana i odprowadzana wężami gumowymi lub systemem rur, obieg wody wymusza pompa lub napowietrzacz (brzęczyk). Filtr zewnętrzny może być zarówno otwarty jak i zamknięty.
- filtr wewnętrzny - filtr znajduje się wewnątrz akwarium, obieg wody wymusza pompa lub napowietrzacz (brzęczyk)
- filtr przelewowy - jest filtrem otwartym, zewnętrznym, zawieszonym na krawędzi akwarium, komora filtra znajduje się na zewnątrz akwarium, wodę do filtra zasysa pompa, przefiltrowana woda pod wpływem grawitacji przelewa się do akwarium. Jednym z wariantów filtru przelewowego jest duży zbiornik postawiony na zewnątrz akwarium działający na zasadzie naczyń połączonych (poziomy wody w filtrze i akwarium są wyrównane), pompa wypompowuje wodę ze zbiornika do akwarium obniżając poziom wody w filtrze, przez co wymusza jej obieg.
- filtr podżwirowy - rodzaj filtra wewnętrznego, który wymusza obieg wody w podłożu żwirowym stanowiącym jednocześnie wkład filtracyjny

### ze względu na funkcję
- filtr biologiczny - najważniejszym czynnikiem aktywnym są kolonie bakterii osiadłe na wkładzie filtracyjnym i odpowiedzialne głównie za procesy nitryfikacyjne, a w niektórych warunkach i denitryfikacyjne.
- filtr mechaniczny - czynnikiem aktywnym są wkłady mechaniczne zatrzymujące zanieczyszczenia fizyczne.

Mimo stosowania wkładów chemicznych, nie ma w powszechnym użyciu pojęcia filtr chemiczny i filtra dedykowanego wyłącznie do tego celu. Funkcję chemicznego oczyszczania lub wzbogacania wody realizuje się przez okresowe dodanie odpowiedniego wkładu do filtra biologicznego lub mechanicznego.

### inne
- filtr UV - urządzenie wyposażone w lampę emitującą promieniowanie UV zabójcze dla organizmów żywych, umieszczoną w szczelnej i nieprzepuszczalnej dla tego promieniowania obudowie, umożliwiającej jednocześnie przepływ strumienia wody wokół żarnika lampy. Zadaniem filtra jest zniszczenie szkodliwych organizmów: glonów, pierwotniaków, bakterii, wirusów, pasożytów, larw, zarodników i form przetrwalnikowych. Filtr UV wyjałowi wodę niszcząc także pożądane w akwarium organizmy. Może być filtrem samodzielnym wtedy jest wyposażony w pompę lub może być włączony w system odprowadzający wodę z filtra zewnętrznego.
- filtr powierzchniowy - najczęściej pod tą nazwą występuje element zasysający wodę z powierzchni (lustra wody) w akwarium wraz z zalegającym na niej kożuchem bakteryjnym do innego typu filtra.
- filtr glonowy (refugium) - zewnętrzny zbiornik podpięty do obiegu wody w akwarium z dostępem do światła, którego zadaniem jest oczyszczenie wody m.in. ze szkodliwych dla ryb azotanów z udziałem makroglonów[1].

### filtry akwarystyczne według terminologii akwarystycznej
Poniższe nazwy należą do terminologii akwarystycznej są spotykane w handlu i znajdują się w powszechnym użyciu. Do wszystkich mają zastosowanie ogólne zasady podziału filtrów wymienione wyżej. Mogą spełniać jedną lub wiele z powyższych funkcji. Niektóre z terminów określają ten sam typ filtra, na przykład kubełkowy i kanistrowy.

- filtr biologiczny
- filtr mechaniczny
- filtr gąbkowy
- filtr kubełkowy (kanistrowy)
- filtr przelewowy (kaskadowy)
- filtr turbinowy
- filtr UV
- filtr wewnętrzny
- filtr zewnętrzny
- filtr powierzchniowy
- filtr podżwirowy
- termofiltr
- filtr pulsacyjny
- filtr zraszany
- denitryfikator
- filtr korzeniowy
- filtr glonowy
- filtr węglowy
- filtr fluidyzacyjny
- filtr diatomowy

## Inne informacje
Każdy filtr powoduje ruch wody w akwarium zapobiegający powstawaniu zastoisk, ma dobroczynny wpływ na jej dotlenienie, wymianę gazową, rozkład temperatury i rozprowadzenie składników odżywczych do roślin. Ta właściwość filtrów wpłynęła na powolny spadek popularności innego urządzenia akwarystycznego: brzęczyka.